# Габрюнас, Витаутас
Витаутас Габрюнас (лит. Vytautas Gabriūnas, 7 июля 1930, Каунас — 3 мая 1992, Вильнюс) — литовский архитектор и реставратор; лауреат Государственной премии Литовской ССР (1973, вместе с другими).

## Биография

«Мать» (Пирчюпис, 1960)

В 1954 году окончил Художественный институт Литовской ССР. В 1954—1976 годах работал в Научно-реставрационных производственных мастерских в Вильнюсе, Институте реставрации памятников; был руководителем группы, главным архитектором проектов. Преподавал в Художественном институте (1961—1968; 1976—1978). 
По проектам Витаутаса Габрюнаса возведены надгробный памятник писателю Йонасу Билюнасу в деревне Людишкяй Аникщяйского района (1958), здания Института консервации памятников в Вильнюсе (1969), музеи Антанаса Баранаускаса и Антанаса Венуолиса в городе Аникщяй (1982), сооружена площадь с памятником Венуолису (Аникщяй, 1982; скульптор Пятрас Александравичюс). 

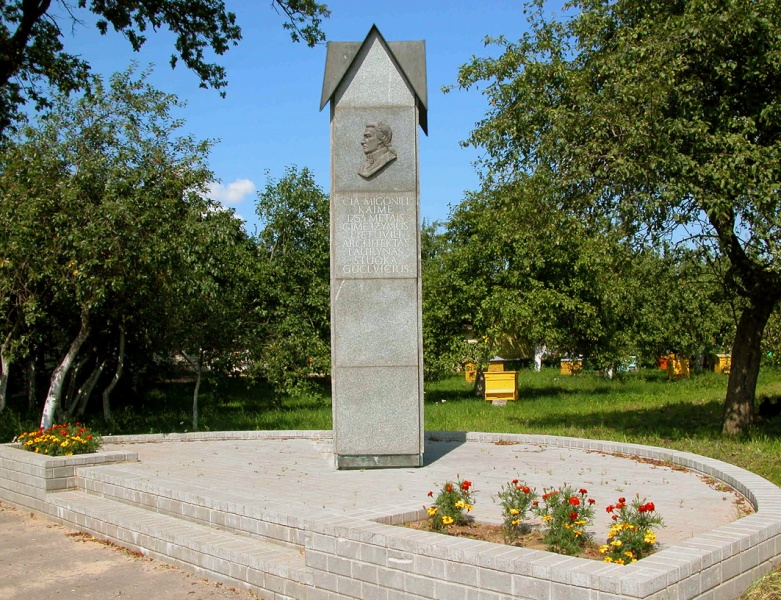
Памятник Лауринасу Гуцявичюсу в Мигонисе

Разработал архитектурную часть ряда скульптурных памятников: «Мать» в Пирчюписе (1960, скульптор Гедиминас Йокубонис; монумент «Победа» в Крижкальнисе (1970; скульптор Бронюс Вишняускас, художник Казис Моркунас; Государственная премия Литовской ССР, 1973), демонтированный и перемещённый в парк «Грутас» (1999); памятник архитектору Лауринасу Гуцявичюсу в деревне Мигонис Купишкского района (1978; скульптор Пятрас Александравичюс).
Создал проекты реставрации костёла Святой Екатерины в Вильнюсе (1960) и конезавода в усадьбе в Жагаре (1980). 
Проектировал также частные жилые дома, интерьеры, надгробные памятники. 
Автор акварелей с видами Вильнюса.